# National
National är ett oberoende skivbolag som startades 2001 med säte i Malmö. Bolaget samverkar bland annat med Peace & Loves verksamheter.